# Садовин, Иван Семёнович
Ива́н Семёнович Садо́вин (28 августа 1925, Яштрексола, Новоторъяльский район, Марийская автономная область, РСФСР, СССР ― 29 августа 1983, Яштрексола, Новоторъяльский район, Марийская АССР, РСФСР, СССР) — бригадир полеводческой бригады колхоза «Прогресс» д. Яштрексола Новоторъяльского района Марийской АССР (1950―1979). Лауреат Государственной премии СССР (1978). Участник Великой Отечественной войны и советско-японской войны.

## Биография
Родился 28 августа 1925 года в деревне Яштрексола ныне Новоторъяльского района Марий Эл в крестьянской семье.
В 1942 году призван в РККА. Участник Великой Отечественной войны, рядовой. В 1945 году участвовал и в советско-японской войне. Прослужил в армии до 1950 года.
В 1950―1979 годах ― бригадир полеводческой бригады колхоза «Прогресс» в родной деревне.
По итогам работы за 1978 год ему присуждена Государственная премия СССР. Награждён орденом Трудовой Славы III степени и медалями.

## Трудовые награды
- Государственная премия СССР (1978)[1] — за увеличение производства зерна на основе повышения плодородия земель, высокоэффективного использования техники, прогрессивной технологии и передового опыта
- Орден Трудовой Славы III степени (1975)[1]
- Юбилейная медаль «За доблестный труд. В ознаменование 100-летия со дня рождения Владимира Ильича Ленина» (1970)[1]

## Память
Некоторые материалы из личного архива лауреата Государственной премии СССР И. С. Садовина в настоящее время хранятся и выставляются в Новоторъяльском районном краеведческом музее.